# جرجال
بلدية جرجال (بالإسبانية: Gérgal)‏ (نقحرة: غيرغال) هي بلدية تقع في مقاطعة المرية. جنوب شرق إسبانيا. يبلغ عدد سكانها 1.057 نسمة.

## وصلات خارجية
- (بالإسبانية)